# Qatar Investment Authority
Qatar Investment Authority (árabe: جهاز قطر للاستثمار) (QIA) es el fondo soberano de inversión de Catar, especializado en inversión local e internacional. Fue fundado en 2005 para gestionar los superávits generados por la industria del petróleo y gas natural que el gobierno de Catar estaba recibiendo. Como resultado de la estrategia planteada de minimizar los riesgos derivados de la dependencia de Catar de los precios de la energía, el fondo predominantemente invirtió en los mercados internacionales (Estados Unidos, Europa y Asia) y en Catar fuera del sector de la energía.
QIA controla enteramente el fondo de inversión inmobiliario Qatari Diar (Qatari Diar Real Estate Investment Company).
Se estima que QIA sostiene activos que sobrepasan los $60.000 millones, una cantidad que aumentó significativamente en 2011 cuando el estado complete su proyecto de expansión para convertirse en el mayor exportador mundial de gas natural licuado (GNL), con 77 millones de capacidad de producción. La economía de Catar ha sido una de las más dinámicas en las últimas décadas, con un crecimiento del PIB de $8.000 en 1995 hasta los $52.000 estimados en la actualidad.
El director ejecutivo y presidente de QIA es el jeque Hamad bin Jassem bin Jabr Al Thani. QIA no es un holding de cotización pública en el mercado. No está claro si QIA mezcla o no inversiones personales de miembros de la casa real con fondos del estado de Catar. La mayoría de decisiones son realizadas bajo el patronazgo del jeque Hamad bin Jassem bin Jabr Al Thani aunque QIA proclama ser un fondo de inversión de orientación profesional. El fondo de inversión QIA no sigue la sharia islámica debido a sus inversiones en el sector de la banca y otros activos no permitidos en todo el mundo.

## Inversiones
Qatar Investment Authority (QIA) tiene el 15,1% de las acciones de la bolsa de Londres (London Stock Exchange), también tiene el 17% del total de las acciones preferentes de Volkswagen, mostrando interés en convertirse en socio activo de la compañía alemana.
El 8 de mayo de 2010, Qatar Holding, una subsidiaria indirecta de QIA, adquirió el Grupo Harrods de Mohammed Al-Fayed, incluyendo la división de ventas en Knightsbridge. QIA es también el mayor accionista de la cadena de distribución Sainsbury's.
El 5 de diciembre de 2010, Qatar Investment Authority fue parte del grupo inversor que adquirió Miramax Films de manos de The Walt Disney Company; además posee acciones en aerolíneas como Iberia y British Airways y los bancos Barclays y Credit Suisse. El fondo soberano catarí también tiene acciones en el Empire State de Nueva York y en la cadena televisiva árabe Al Jazeera.
Después de mostrar interés en adquirir un equipo de fútbol para desarrollar su presencia en Europa, y luego de supuestos rumores entre 2009 y 2010 sobre posibles ofertas por equipos como los ingleses Everton F.C. y Manchester United F.C.; el 31 de mayo de 2011, Qatar Sports Investments, filial de QIA, oficializó la adquisición del 70% del capital accionario del Paris Saint-Germain, un club de fútbol francés, el cual rescató de una crisis de resultados que lo tenían al borde del descenso pese a ser uno de los más importantes del continente, comprando el restante 30% al año siguiente. QIA lleva invertido en el equipo, desde su compra, más de 1000 millones de euros hasta finales de la temporada 2017-18 en jugadores de renombre para el gran objetivo que logró el 31 de mayo de 2025, la Liga de Campeones de la UEFA.